# マーシャル郡 (ミシシッピ州)
マーシャル郡（英: Marshall County）は、アメリカ合衆国ミシシッピ州の北部に位置する郡である。2010年国勢調査での人口は37,144人であり、2000年の34,993人から6.1%増加した。郡庁所在地はホリースプリングス市（人口7,699人）であり、同郡で人口最大の都市でもある。郡名はアメリカ合衆国最高裁判所長官ジョン・マーシャルにちなんで名付けられた。
マーシャル郡はテネシー州とアーカンソー州に跨るメンフィス大都市圏に属している。

## 地理
アメリカ合衆国国勢調査局に拠れば、郡域全面積は709.80平方マイル (1,838.4 km2)であり、このうち陸地706.33平方マイル (1,829.4 km2)、水域は3.47平方マイル (9.0 km2)で水域率は0.49%である。

### 主要高規格道路
- アメリカ国道72号線
- アメリカ国道78号線
- ミシシッピ州道4号線
- ミシシッピ州道7号線
- ミシシッピ州道302号線

### 隣接する郡

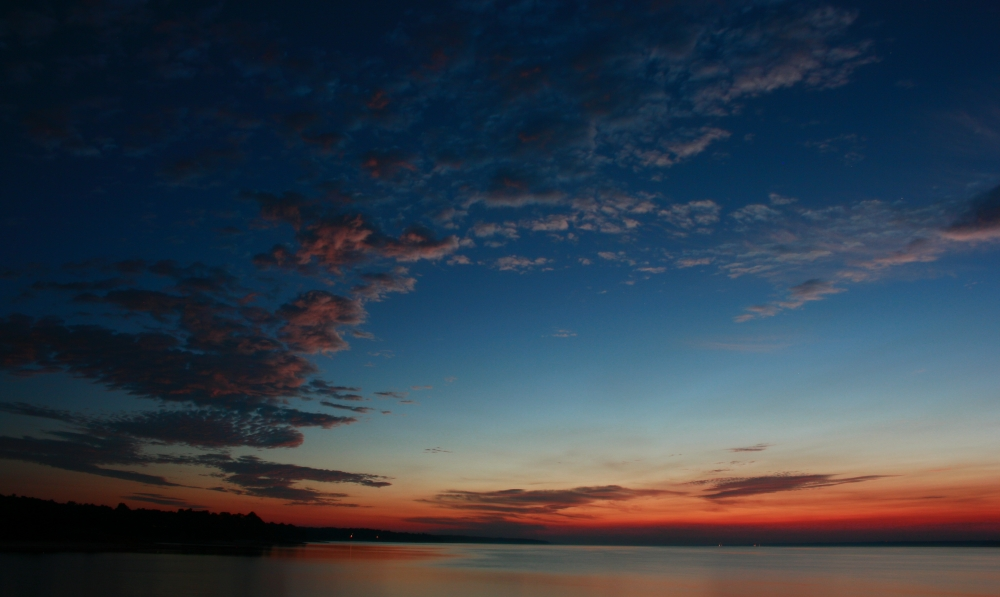
サーディス湖の夜明け

- ファイエット郡 (テネシー州) - 北
- ベントン郡 - 東
- ユニオン郡 - 南東
- ラファイエット郡 - 南
- テイト郡 - 南西
- デソト郡 - 西
- シェルビー郡 (テネシー州) - 北西

### 国立保護地域
- ホリースプリングス国立の森（部分）

## 人口動態
以下は2000年の国勢調査による人口統計データである。
| 基礎データ - 人口: 34,993人 - 世帯数: 12,163 世帯 - 家族数: 9,110 家族 - 人口密度: 19人/km2（50人/mi2） - 住居数: 13,252軒 - 住居密度: 7軒/km2（19軒/mi2） 人種別人口構成 - 白人: 48.37% - アフリカン・アメリカン: 50.36% - ネイティブ・アメリカン: 0.17% - アジア人: 0.11% - 太平洋諸島系: 0.01% - その他の人種: 0.37% - 混血: 0.62% - ヒスパニック・ラテン系: 1.21% 先祖による構成 - アフリカ系：50.36% - イギリス系：31.87% - スコットランド系：7.1% - スコットランド・アイルランド系：3.13% - アイルランド系：1.2% - ウェールズ系：1.1% | 年齢別人口構成 - 18歳未満: 26.6% - 18-24歳: 11.8% - 25-44歳: 28.6% - 45-64歳: 22.0% - 65歳以上: 11.1% - 年齢の中央値: 34歳 - 性比（女性100人あたり男性の人口） - 総人口: 98.0 - 18歳以上: 96.5 世帯と家族（対世帯数） - 18歳未満の子供がいる: 34.3% - 結婚・同居している夫婦: 49.6% - 未婚・離婚・死別女性が世帯主: 20.1% - 非家族世帯: 25.1% - 単身世帯: 22.0% - 65歳以上の老人1人暮らし: 7.9% - 平均構成人数 - 世帯: 2.74人 - 家族: 3.19人 | 収入と家計 - 収入の中央値 - 世帯: 28,756米ドル - 家族: 33,125米ドル - 性別 - 男性: 28,852米ドル - 女性: 21,227米ドル - 人口1人あたり収入: 14,028米ドル - 貧困線以下 - 対人口: 21.9% - 対家族数: 18.0% - 18歳未満: 28.7% - 65歳以上: 23.1% |

## 都市と町

### 都市
- ホリースプリングス - 郡庁所在地

### 町
- バイヘイリア
- ポッツキャンプ

### 未編入の町
| - バートン - ベツレヘム - ケイス - チュラホーマ | - ハドソンビル - マリアナ - マウントプレザント - オリオン | - レッドバンクス - スレイデン - ビクトリア - ウォールヒル | - ウォーターフォード - ワトソン |